# Kabulia
Kabulia es un género de plantas con flores con una especie  perteneciente a la familia de las cariofiláceas.

## Especies
- Kabulia akhtarii Bor & C.E.C.Fisch